# Southaven
Southaven is een plaats (city) in de Amerikaanse staat Mississippi, en valt bestuurlijk gezien onder DeSoto County.

## Demografie
Bij de volkstelling in 2000 werd het aantal inwoners vastgesteld op 28.977.
In 2006 is het aantal inwoners door het United States Census Bureau geschat op 41.295, een stijging van 12318 (42.5%).

## Geografie
Volgens het United States Census Bureau beslaat de plaats een oppervlakte van
88,1 km², waarvan 87,5 km² land en 0,6 km² water.

## Plaatsen in de nabije omgeving
De onderstaande figuur toont nabijgelegen plaatsen in een straal van 16 km rond Southaven.